# Los tigres de la memoria
Los tigres de la memoria es una película de Argentina en colores  dirigida por Carlos Galettini con la codirección de Carlos A. Martín según su el guion de Juan Carlos Martelli y Carlos Galettini según la novela de Juan Carlos Martelli que se estrenó el 20 de septiembre de 1984 y que tuvo como principales intérpretes a Alberto de Mendoza, Olga Zubarry, Carlos Carella y Carlos Muñoz.

## Sinopsis
Buscando noticias de sus hijos exguerrilleros, un hombre acepta colaborar con su restaurante en una red de traficantes de drogas.

## Reparto
- Alberto de Mendoza …Carlos
- Olga Zubarry …Beatriz
- Carlos Carella …Rosasco
- Carlos Muñoz …Coronel
- Raúl Parini …Don Antonio
- Gigí Ruá …Carolina
- Boy Olmi …Benjamín
- Eduardo Camacho …Gustavo
- Andrea Barbieri …Florencia
- Dolores Dalí …Marcela
- Jorge D'Elía
- Felipe Méndez
- Pablo Brichta
- Hugo Caprera
- Max Berliner
- Edgardo Suárez
- José María López
- Hugo Midón
- Néstor Sánchez
- Roberto Caminos
- Luis F. Romero
- María Beatriz Nicolás
- Carlos Babizuk
- Willy Branca
- Dante Bressan
- Juan Carlos Corazza
- Mariano Dayup
- Liliana Faifer
- José Luis Fernández
- Samuel Heilman
- Aída Merell
- Lilí Navarro
- Nilda Raggi
- Déborah Vidret
- Mario Luciani
- Christian Diaz

## Comentarios
Jorge Abel Martín en Tiempo Argentino escribió:

«Gigantesco puzzle final mal resuelto.»

Adrián Desiderato en La Prensa escribió:

«(La textura narrativa de Galettini) se torna soporífera y los momentos de sexo y violencia parecen más ligados al mercado que a la intensidad que pretendió encontrar la historia.»

Jorge Miguel Couselo en Clarín dijo:

«Un tema tan comprometido y caliente corre el riesgo de malograrse…si su enfoque no tiene el mínimo margen de verosimilitud. En este caso, se lo lleva al plano accesorio.»

Manrupe y Portela escriben:

«Un asunto extremadamente denso, tratado desde un punto de vista superficial y efectista.»